# Элинга, Питер Янссенс
Питер Янссенс Элинга (нидерл. Pieter Janssens Elinga; 18 августа 1623, Брюгге — 1682[…], Амстердам, графство Голландия) - голландский художник эпохи «Золотого века голландской живописи».

## Жизнь и творчество
Первые уроки живописи Питер Янссенс брал у своего отца, Гисбрехта Янссенса по прозванию Элинга (скончался в 1637 году). После смерти отца Питер Янссенс перебирается в Северные Нидерланды и в 1653 году селится в Роттердаме, где принимает также имя «Элинга». В Роттердаме же скончалась первая жена художника, Беатрикс ван дер Милле. Питер Янссенс женится на Юрине Бос и в 1657 году переезжает в Амстердам, где работает как художник и музыкант. В браке с Юриной у него родились четверо детей.
Раннее творчество П. Я. Элинги представлено преимущественно натюрмортами, в которых чувствуется влияние работ Виллема Кальфа. На них изображались по большей части фрукты, сопровождаемые аллегорическими элементами. Позднее художник пишет полотна жанрового содержания, в стиле произведений Питера де Хоха. Наиболее интересные из сохранившихся работ П. Я. Элинги - его «перспективные ящики», представляющие некий экспериментальный симбиоз из живописи, архитектурных элементов и камеры обскура, на которых можно видеть интерьеры жилых помещений в голландских домах XVII столетия.
Художник скончался до 10 июня 1682 года, когда его супруга была зарегистрирована в амстердамском муниципалитете как вдова.[стиль]

## Галерея
- Солнечная комната с подметающей служанкой (ок. 1670 г., Государственный Эрмитаж, Санкт-Петербург)
- Перспективный бокс (Музей  Бредиус, Гаага)
- Интерьер с сидящим
- Читающая дама